# فيضة البلدية

## فيضة البِلِديةː
يطلق مصطلح بِلِدية بكسر الباء واللام، والجمع بِلِديات، على بعض منخفضات الصمان التي تكون مجمع لمياه السيول، وتخلو من الأشجار الدائمة. وفيضة البِلِدية إحدى منخفضات الإذابة الصغيرة التي تملأ بطونها رواسب الصخور المفككة، والتي تنتشر في اقليم الصمان شرق رمال الدهناء. وتقدر مساحتها بحوالي 36 هكتار (360000 مترا مربعا)، فهي تقع إلى الشمال الشرقي من مدينة رماح وتبعد عنها بمسافة تقارب 105كم، وتدخل ضمن حدود محمية الإمام عبد العزيز بن محمد الملكية، ومن الناحية الإدارية فإنها تابعة لمحافظة رماح في المملكة العربية السعودية، وتكون نقطة الوسط في فيضة البِلِدية تقريبا عند خط طول 47.994744 درجة شرقا ودائرة عرض 25.928662 درجة شمالا. ويشير تحليل التربة والقياسات والمشاهدات الميدانية للفريق العلمي من المركز الوطني لتنمية الغطاء النباتي ومكافحة التصحر أثناء زيارته في الفترة من 12-16 فبراير 2023م لفيضة البِلِدية إلى أنها تتكون من تربة طينية-طميية صلبة قليلة النفاذية، تغطيها أحيانا طبقة رملية غير سميكة، ويتكون سطح التربة فيها من قشرة صلبة تمثل 81% من الفيضة ومن حجر يمثل 2% منها، وعليه فإن التغطية النباتية فيها تكون منخفضة جدا بما يقارب 7% من مساحتها. وأظهرت نتائج المسح الميداني بالعينة أثناء زيارة الفريق أن التركيبة النباتية فيها تتكون من جثجاث وعوسج ونفل وعليق بري.